# 朱良 (1924年)
朱良（1924年3月—2025年8月9日），原名周志毅，男，广东潮阳人，中华人民共和国政治人物。第四至六届全国政协委员。第八届全国人大常委、外事委员会主任委员。中共第十三届中央委员。

## 生平
少时受父亲周香庭的思想影响，1938年毅然离家到上海参加学生抗日救亡协会。1939年，参加上海学生界救亡协会。1945年，在上海圣约翰大学化学系学习，同年6月加入中国共产党并参加革命工作。参加学生运动，任圣约翰大学党小组长、党支部委员、党总支部委员，后因暴露撤退到香港。1947年，任上海地下学联党团成员、负责人，在上海市人民团体联合会做宣传工作。1949年任中国新民主主义青年团上海市工委服务部副部长、市青联秘书长、市体育筹委会副主任。
1951年，任中国新民主主义青年团中央派驻匈牙利世界民主青年联盟总部代表、日内瓦会议中国记者团记者。1954年，任青年团中央国际联络部科长。1960年任中国共产主义青年团中央派驻匈牙利世界民主青年联盟总部代表。1962年，任共青团中央国际联络部副部长、全国青联秘书长。文化大革命中受冲击，下放“五七”干校劳动。1972年中共中央对外联络部8局副局长、局长。1981年，任中共中央对外联络部副部长。1985年12月至1993年3月，任中共中央对外联络部部长。1986年6月随同胡耀邦走访英国、德意志联邦共和国、法国与意大利西欧四国。